# Куг-Панаг
Куг-Панаг (перс. کوه پناه) — дегестан в Ірані, в Центральному бахші, в шагрестані Тафреш остану Марказі. За даними перепису 2006 року, його населення становило 1487 осіб, які проживали у складі 518 сімей.

## Населені пункти
До складу дегестану входять такі населені пункти:
- Дарестан
- Канґаран
- Касемабад
- Каше
- Сарбанд
- Сефід-Аб
- Сефід-Шабан
- Шагр-Аб